# Mária Frank
Mária Frank (Zrenjanin, 8 settembre 1943 – Eger, 20 novembre 1992) è stata una nuotatrice ungherese.
Specializzata nello stile libero, ha partecipato ai Giochi di Roma 1960 e di Tokyo 1964, gareggiando nei 400m sl e nella Staffetta 4x100m sl.